# Indians de Springfield (1926-1932)
Cet article concerne l'équipe de la Canadian-American Hockey League. Pour l'équipe de la Ligue américaine de hockey, voir Indians de Springfield.
Les Indians de Springfield sont une franchise de hockey sur glace de la Canadian-American Hockey League qui a existé de 1926 à 1932. 

## Histoire
Faisant partie des cinq franchises originales lors de la création de la Can-Am en 1926, elle cesse ses activités au début de la saison 1932-1933 après seulement 13 matchs. 
Durant toute son existence, l'équipe est entraînée par Frank Carroll.

## Statistiques
| No | Saison    | PJ | V  | D  | N  | BP | BC  | Pts | Classement | Séries éliminatoires |
| -- | --------- | -- | -- | -- | -- | -- | --- | --- | ---------- | -------------------- |
| 1  | 1926-1927 | 32 | 14 | 13 | 5  | 33 | 59  | 53  | Deuxièmes  | Vainqueurs           |
| 2  | 1927-1928 | 40 | 24 | 13 | 3  | 51 | 90  | 71  | Premiers   | Vainqueurs           |
| 3  | 1928-1929 | 40 | 13 | 14 | 13 | 39 | 60  | 58  | Quatrièmes | Non qualifiés        |
| 4  | 1929-1930 | 39 | 14 | 23 | 2  | 30 | 96  | 120 | Derniers   | Non qualifiés        |
| 5  | 1930-1931 | 40 | 29 | 9  | 2  | 60 | 167 | 99  | Premiers   | Vainqueurs           |
| 6  | 1931-1932 | 40 | 10 | 25 | 5  | 25 | 85  | 136 | Derniers   | Non qualifiés        |
| 7  | 1932-1933 | 13 | 6  | 5  | 2  | 14 | 29  | 29  | Derniers   | Non qualifiés        |